# Теракт в аэропорту имени Ататюрка
Террористический акт в аэропорту имени Ататюрка (Стамбул, Турция) был устроен 28 июня 2016 года террористами-смертниками, вооружёнными автоматическим оружием и поясами шахида. Два взрыва со стрельбой прогремели в терминале 2 чуть ранее 22:00 по местному времени. Одновременно была открыта стрельба по людям на парковке аэропорта.
В результате теракта погибло 45 человек, 239 ранено.

## Ход событий
28 июня 2016 года, незадолго до 22:00 по местному времени двое мужчин пробежали через рентгеновские сканеры на пункте контроля и устроили беспорядочную стрельбу. В ответ на это полиция открыла по ним огонь. Один террорист был застрелен, двое привели в действие пояса шахида. В некоторых сообщениях говорилось о взрывах в разных частях аэропорта. После взрывов четверо вооружённых мужчин убежали с места происшествия. Также сообщалось о стрельбе на автомобильной парковке аэропорта. Нападающие использовали автоматы Калашникова. Сообщалось о 43 погибших и 239 раненых.
Все рейсы в аэропорту были отменены, полиция начала эвакуацию людей.
Уже через несколько часов после теракта полиция высказала предположение, что террористы могут быть связаны с ИГ. Турецкий премьер-министр Бинали Йылдырым также обвинил эту организацию в проведении теракта.
30 июня ВВС сообщили, что нападавшие были из российского Северо-Кавказского федерального округа, Узбекистана и Кыргызстана. Ранее сообщалось, что нападавшие говорили на языке, незнакомом перевозившему их таксисту, возможно, на чеченском. По сообщению CNN, боевики были из двух стран Центральной Азии и России.

### Взрывы в терминале прилёта
По версии специалистов группа террористов прошла в здание терминала, где на них обратил внимание полицейский. Один из террористов застрелил его, открыл стрельбу по людям и подорвался на поясе шахида, посеяв панику. Благодаря этому двое других террористов пробежали в само здание терминала, открыли стрельбу и устроили взрывы.

### Стрельба на парковке
По некоторым данным, также была открыта стрельба на парковке аэропорта.

## Жертвы
В результате теракта погибли 23 гражданина Турции, 6 граждан Саудовской Аравии, по 3 гражданина Иордании и Палестины, 2 гражданина Ирака, по одному человеку из Туниса, Узбекистана, Китая, Ирана, Украины и Чили. Гражданство ещё двоих не установлено.
| Гражданство       | Количество |
| ----------------- | ---------- |
| Турция            | 23         |
| Саудовская Аравия | 6          |
| Иордания          | 3          |
| Палестина         | 3          |
| Ирак              | 2          |
| Иран              | 1          |
| Китай             | 1          |
| Тунис             | 1          |
| Узбекистан        | 1          |
| Украина           | 1          |
| Чили              | 1          |
| не установлено    | 2          |
| Всего             | 45         |

## Реакция
Свои соболезнования жертвам теракта и их родственникам принесли главы Малайзии, Аргентины, Азербайджана, Бельгии, России, Шри-Ланки, США, Великобритании, Пакистана, Сингапура, Кыргызстана, Тунис и др.
Также отреагировали ООН, Европейский союз, Совет Европы и др. организации.
В Турции 29 июня было объявлено днём траура.